# Enrique Ocrospoma
Luis Enrique Ocrospoma Pella (Jesús María, 17 de agosto de 1968) es un abogado y político peruano. Fue alcalde del distrito de Jesús María desde enero del 2007 hasta diciembre del 2014.

## Biografía
Nació en el Distrito de Jesús María, el 17 de agosto de 1968. Es hijo de Agusto Ocrospoma Albornoz y de Eugenia Pella.
Estudió la carrera de Derecho y Ciencias Políticas en la Universidad Inca Garcilaso de la Vega, licenciándose en el año 1994. Siguió estudios de postgrado en la Universidad de Salamanca y doctorado en la Universidad Pompeu Fabra de Barcelona, España. Con maestría en la Universidad Mayor de San Marcos y cursos en el extranjero. Consultor en las áreas de Derecho Público. Asesor de Gobiernos Locales y entidades del Estado.

## Vida política
Fue militante del Partido Popular Cristiano.
Intentó ingresar al Congreso Constituyente Democrático en 1992, sin embargo, no resultó elegido. Fue elegido regidor del Distrito de Jesús María en 1993 e intentó ser reelegido con el partido Somos Perú donde no logró tener éxito. Sin embargo, logró volver al municipio en las elecciones municipales del 2002.

### Alcalde de Jesús María
En las  elecciones municipales del 2006, anunció su candidatura a la alcaldía del Distrito de Jesús María por la alianza Unidad Nacional y resultó elegido como alcalde de Jesús María para el periodo municipal 2007-2011.
Ocrospoma postuló a la reelección al cargo en 2011 y fue reelegido con la mayoría de votos para un segundo mandato municipal.
En su gestión como alcalde se han denunciado varias irregularidades por peculado debido a una acusación de coludirse con dos empresas para simular contratos y pagos por obras que en realidad no fueron asumidas por ellos mismo. Ocrospoma se defendió de las acusaciones y declaró que los responsables eran quienes los acusaban.

### Candidato a la Alcaldía de Lima
Para las elecciones municipales del 2018, anunció su candidatura a la alcaldía de Lima por el partido Perú Nación, sin embargo, no tuvo éxito.
En las elecciones municipales del 2022, volvió a postular a la alcaldía del Distrito de Jesús María por el partido Avanza País donde no logró ser nuevamente elegido.